# جيمي يونغ (لاعب كرة قدم أمريكية)
جيمي يونغ (بالإنجليزية: Jimmy Young)‏ هو لاعب كرة قدم أمريكية أمريكي، ولد في 1987 في مونرو في الولايات المتحدة.